# Hüllkurvenspitzenleistung

Darstellung der Hüllkurvenspitzenleistung am Beispiel eines AM-modulierten Signals. Die PEP ist die in rot dargestellte Leistungsfläche.

Die Hüllkurvenspitzenleistung (englisch peak envelope power, PEP) ist ein Begriff aus der Funktechnik und drückt eine Leistungsgröße aus.
PEP bezeichnet die hochfrequente effektive Wirkleistung am Ausgang einer Sendeendstufe während einer Periode der Hochfrequenzschwingung bei der höchsten Spitze der Modulationshüllkurve. Bei einem amplitudenmodulierten Signal ist dies bei dem kurzen Augenblick bei der Periode der Hochfrequenz mit der größten Amplitudenauslenkung und im nebenstehenden Diagramm als rote Fläche unter dem Signalverlauf dargestellt.
Die Hüllkurvenspitzenleistung dient als Messgröße für die maximale effektive Leistung, die in die Antennenspeiseleitung gelangt. Daneben werden in der Funktechnik auch weitere, nicht zu verwechselnde Leistungsdefinitionen verwendet, wie beispielsweise die effektive Strahlungsleistung (ERP, EIRP) einer Antenne.